# Claudio Salinas Núñez
Claudio Salinas es un exfutbolista chileno.

## Carrera
Proveniente de la filial de Santiago Wanderers en Santiago llegó a ser parte de las inferiores del club caturro en Valparaíso para comenzar a ser parte del primer equipo en el 2008. Inicio sumando citaciones y algunos minutos oficiales en el torneo Apertura, y continuó así jugando constantemente en las divisiones inferiores, para luego participar en partidos de  Copa Chile y torneo Clausura de ese año. Ocurrió lo mismo con sus compañeros Franz Schulz y Diego Figueroa.
Finalmente a comienzos del 2009 es enviado a préstamo a Unión Quilpué junto con otros excompañeros de equipo para afrontar el torneo de la Tercera División "A". Su estadía en Quilpué dura hasta fines de agosto donde por problemas entre Wanderers y Unión Quilpué regresa a su equipo formador por una nueva oportunidad.
Actualmente juega en el Club Población Nogales donde en el 2018 consiguió consagrarse como campeón nacional a nivel amateur.

## Selección nacional
Salinas ha sido convocado en algunas oportunidades a las selecciones inferiores de Chile donde destaca su participación en el Torneo "Joao Havelange" donde fue citado junto con sus compañeros Agustín Parra y Mauricio Viana.

### Participaciones en Copas con la Selección Nacional
| Torneo                              | Sede   | Resultado    |
| ----------------------------------- | ------ | ------------ |
| Torneo Sub-20 “Joao Havelange” 2008 | México | Primer Lugar |

## Clubes
| Club               | País  | Temporadas |
| ------------------ | ----- | ---------- |
| Unión Quilpué      | Chile | 2009       |
| Santiago Wanderers | Chile | 2010-2011  |

## Títulos

### Torneos internacionales
| Título                         | Equipo (*)               | País  | Año  |
| ------------------------------ | ------------------------ | ----- | ---- |
| Torneo Sub-20 “Joao Havelange” | Selección Chilena Sub-20 | Chile | 2008 |

- Datos: Q5772116